# Tour de Noruega 2017
La 7.ª edición del Tour de Noruega fue una carrera de ciclismo en ruta por etapas que se celebró entre el 17 y el 21 de mayo de 2017 sobre un recorrido de 900 km, repartidos en 5 etapas, con inicio en la ciudad de Hønefoss y final en Moss.
La carrera formó parte del UCI Europe Tour 2017 de los Circuitos Continentales UCI, dentro de la categoría 2.HC.
La carrera fue ganada por el corredor noruego Edvald Boasson Hagen del equipo Dimension Data, en segundo lugar Simon Gerrans (Orica-Scott) y en tercer lugar Pieter Weening (Roompot-Nederlandse Loterij).

## Equipos participantes
Tomaron parte en la carrera 21 equipos. 5 de categoría UCI ProTeam; 9 de categoría Profesional Continental; 7 de categoría Continental.
| WorldTeams (5)- Cannondale-Drapac - Dimension Data - Lotto NL-Jumbo - Lotto-Soudal - Orica-Scott Equipos continentales profesionales (10)- Aqua Blue Sport - Caja Rural-Seguros RGA - CCC Sprandi Polkowice - Fortuneo-Vital Concept - Gazprom-RusVelo - Manzana Postobón - Roompot-Nederlandse Loterij - Sport Vlaanderen-Baloise - Verandas Willems-Crelan - WB-Veranclassic-Aqua Protect Equipos continentales (6)- Coop - FixIT.no - Joker Icopal - Sparebanken Sør - Uno-X Hydrogen Development - VéloCONCEPT |
| |

## Recorrido
El Tour de Noruega dispuso de cinco etapas para un recorrido total de 900 kilómetros.
| Etapa     | Fecha     | Recorrido              | type            | Distancia (km) | Ganador              | Líder                |
| --------- | --------- | ---------------------- | --------------- | -------------- | -------------------- | -------------------- |
| 1.ª etapa | 17 de may | Hønefoss – Asker       | etapa escarpada | 169,4          | Edvald Boasson Hagen | Edvald Boasson Hagen |
| 2.ª etapa | 18 de may | Eidsvoll – Brumunddal  | etapa llana     | 194,2          | Dylan Groenewegen    | Edvald Boasson Hagen |
| 3.ª etapa | 19 de may | Hamar – Lillehammer    | etapa escarpada | 192,5          | Pieter Weening       | Pieter Weening       |
| 4.ª etapa | 20 de may | Lillestrøm – Sarpsborg | etapa llana     | 193,8          | Dylan Groenewegen    | Pieter Weening       |
| 5.ª etapa | 21 de may | Moss – Oslo            | etapa escarpada | 154,6          | Edvald Boasson Hagen | Edvald Boasson Hagen |

### 1.ª Etapa
| \| Clasificación de la etapa \| Clasificación de la etapa \| Clasificación de la etapa \| Clasificación de la etapa \| Clasificación de la etapa \| \| Ciclista \| Ciclista \| Equipo \| Tiempo \| \| \| ------------------------- \| ------------------------- \| --------------------------- \| ------------------------- \| ------------------------- \| \| 1.º \| Edvald Boasson Hagen \| Dimension Data \| 4 h 14 min 01 s \| \| \| 2.º \| Tosh Van der Sande \| Lotto-Soudal \| + 0 s \| \| \| 3.º \| Simon Gerrans \| Orica-Scott \| + 0 s \| \| \| 4.º \| August Jensen \| Team Coop \| + 0 s \| \| \| 5.º \| Sander Armée \| Lotto-Soudal \| + 0 s \| \| \| 6.º \| Maxime Daniel \| Fortuneo-Vital Concept \| + 0 s \| \| \| 7.º \| Jeroen Meijers \| Roompot-Nederlandse Loterij \| + 0 s \| \| \| 8.º \| Rasmus Guldhammer \| VéloCONCEPT \| + 0 s \| \| \| 9.º \| Tony Gallopin \| Lotto-Soudal \| + 0 s \| \| \| 10.º \| Nick Schultz \| Caja Rural-Seguros RGA \| + 0 s \| \| |                      |                             |                 |
| |                      |                             |                 |
| Fuente: ProCyclingStats |                      |                             |                 |
| Clasificación de la etapa |                      |                             |                 |
| Ciclista | Ciclista             | Equipo                      | Tiempo          |
| 1.º | Edvald Boasson Hagen | Dimension Data              | 4 h 14 min 01 s |
| 2.º | Tosh Van der Sande   | Lotto-Soudal                | + 0 s           |
| 3.º | Simon Gerrans        | Orica-Scott                 | + 0 s           |
| 4.º | August Jensen        | Team Coop                   | + 0 s           |
| 5.º | Sander Armée         | Lotto-Soudal                | + 0 s           |
| 6.º | Maxime Daniel        | Fortuneo-Vital Concept      | + 0 s           |
| 7.º | Jeroen Meijers       | Roompot-Nederlandse Loterij | + 0 s           |
| 8.º | Rasmus Guldhammer    | VéloCONCEPT                 | + 0 s           |
| 9.º | Tony Gallopin        | Lotto-Soudal                | + 0 s           |
| 10.º | Nick Schultz         | Caja Rural-Seguros RGA      | + 0 s           |

| \| Clasificación general \| Clasificación general \| Clasificación general \| Clasificación general \| Clasificación general \| \| Ciclista \| Ciclista \| Equipo \| Tiempo \| \| \| --------------------- \| --------------------- \| --------------------------- \| --------------------- \| --------------------- \| \| 1.º \| Edvald Boasson Hagen \| Dimension Data \| 4 h 13 min 51 s \| \| \| 2.º \| Tosh Van der Sande \| Lotto-Soudal \| + 4 s \| \| \| 3.º \| Simon Gerrans \| Orica-Scott \| + 6 s \| \| \| 4.º \| Carl Fredrik Hagen \| Joker Icopal \| + 9 s \| \| \| 5.º \| August Jensen \| Team Coop \| + 10 s \| \| \| 6.º \| Sander Armée \| Lotto-Soudal \| + 10 s \| \| \| 7.º \| Maxime Daniel \| Fortuneo-Vital Concept \| + 10 s \| \| \| 8.º \| Jeroen Meijers \| Roompot-Nederlandse Loterij \| + 10 s \| \| \| 9.º \| Rasmus Guldhammer \| VéloCONCEPT \| + 10 s \| \| \| 10.º \| Tony Gallopin \| Lotto-Soudal \| + 10 s \| \| |                      |                             |                 |
| |                      |                             |                 |
| Fuente: ProCyclingStats |                      |                             |                 |
| Clasificación general |                      |                             |                 |
| Ciclista | Ciclista             | Equipo                      | Tiempo          |
| 1.º | Edvald Boasson Hagen | Dimension Data              | 4 h 13 min 51 s |
| 2.º | Tosh Van der Sande   | Lotto-Soudal                | + 4 s           |
| 3.º | Simon Gerrans        | Orica-Scott                 | + 6 s           |
| 4.º | Carl Fredrik Hagen   | Joker Icopal                | + 9 s           |
| 5.º | August Jensen        | Team Coop                   | + 10 s          |
| 6.º | Sander Armée         | Lotto-Soudal                | + 10 s          |
| 7.º | Maxime Daniel        | Fortuneo-Vital Concept      | + 10 s          |
| 8.º | Jeroen Meijers       | Roompot-Nederlandse Loterij | + 10 s          |
| 9.º | Rasmus Guldhammer    | VéloCONCEPT                 | + 10 s          |
| 10.º | Tony Gallopin        | Lotto-Soudal                | + 10 s          |

### 2.ª Etapa
| \| Clasificación de la etapa \| Clasificación de la etapa \| Clasificación de la etapa \| Clasificación de la etapa \| Clasificación de la etapa \| \| Ciclista \| Ciclista \| Equipo \| Tiempo \| \| \| ------------------------- \| ------------------------- \| --------------------------- \| ------------------------- \| ------------------------- \| \| 1.º \| Dylan Groenewegen \| LottoNL-Jumbo \| 4 h 49 min 53 s \| \| \| 2.º \| Kristoffer Halvorsen \| Joker Icopal \| + 0 s \| \| \| 3.º \| Edvald Boasson Hagen \| Dimension Data \| + 0 s \| \| \| 4.º \| Tom Van Asbroeck \| Cannondale-Drapac \| + 0 s \| \| \| 5.º \| André Looij \| Roompot-Nederlandse Loterij \| + 0 s \| \| \| 6.º \| Leigh Howard \| Aqua Blue Sport \| + 0 s \| \| \| 7.º \| Daniel McLay \| Fortuneo-Vital Concept \| + 0 s \| \| \| 8.º \| Aleksandr Porsev \| Gazprom-RusVelo \| + 0 s \| \| \| 9.º \| August Jensen \| Team Coop \| + 0 s \| \| \| 10.º \| Mitchell Docker \| Orica-Scott \| + 0 s \| \| |                      |                             |                 |
| |                      |                             |                 |
| Fuente: ProCyclingStats |                      |                             |                 |
| Clasificación de la etapa |                      |                             |                 |
| Ciclista | Ciclista             | Equipo                      | Tiempo          |
| 1.º | Dylan Groenewegen    | LottoNL-Jumbo               | 4 h 49 min 53 s |
| 2.º | Kristoffer Halvorsen | Joker Icopal                | + 0 s           |
| 3.º | Edvald Boasson Hagen | Dimension Data              | + 0 s           |
| 4.º | Tom Van Asbroeck     | Cannondale-Drapac           | + 0 s           |
| 5.º | André Looij          | Roompot-Nederlandse Loterij | + 0 s           |
| 6.º | Leigh Howard         | Aqua Blue Sport             | + 0 s           |
| 7.º | Daniel McLay         | Fortuneo-Vital Concept      | + 0 s           |
| 8.º | Aleksandr Porsev     | Gazprom-RusVelo             | + 0 s           |
| 9.º | August Jensen        | Team Coop                   | + 0 s           |
| 10.º | Mitchell Docker      | Orica-Scott                 | + 0 s           |

| \| Clasificación general \| Clasificación general \| Clasificación general \| Clasificación general \| Clasificación general \| \| Ciclista \| Ciclista \| Equipo \| Tiempo \| \| \| --------------------- \| --------------------- \| ------------------------ \| --------------------- \| --------------------- \| \| 1.º \| Edvald Boasson Hagen \| Dimension Data \| 9 h 03 min 40 s \| \| \| 2.º \| Tosh Van der Sande \| Lotto-Soudal \| + 8 s \| \| \| 3.º \| Simon Gerrans \| Orica-Scott \| + 10 s \| \| \| 4.º \| Carl Fredrik Hagen \| Joker Icopal \| + 13 s \| \| \| 5.º \| August Jensen \| Team Coop \| + 14 s \| \| \| 6.º \| Rasmus Guldhammer \| VéloCONCEPT \| + 14 s \| \| \| 7.º \| Patrick Bevin \| Cannondale-Drapac \| + 14 s \| \| \| 8.º \| Aimé De Gendt \| Sport Vlaanderen-Baloise \| + 14 s \| \| \| 9.º \| Robert Power \| Orica-Scott \| + 14 s \| \| \| 10.º \| Nick Schultz \| Caja Rural-Seguros RGA \| + 14 s \| \| |                      |                          |                 |
| |                      |                          |                 |
| Fuente: ProCyclingStats |                      |                          |                 |
| Clasificación general |                      |                          |                 |
| Ciclista | Ciclista             | Equipo                   | Tiempo          |
| 1.º | Edvald Boasson Hagen | Dimension Data           | 9 h 03 min 40 s |
| 2.º | Tosh Van der Sande   | Lotto-Soudal             | + 8 s           |
| 3.º | Simon Gerrans        | Orica-Scott              | + 10 s          |
| 4.º | Carl Fredrik Hagen   | Joker Icopal             | + 13 s          |
| 5.º | August Jensen        | Team Coop                | + 14 s          |
| 6.º | Rasmus Guldhammer    | VéloCONCEPT              | + 14 s          |
| 7.º | Patrick Bevin        | Cannondale-Drapac        | + 14 s          |
| 8.º | Aimé De Gendt        | Sport Vlaanderen-Baloise | + 14 s          |
| 9.º | Robert Power         | Orica-Scott              | + 14 s          |
| 10.º | Nick Schultz         | Caja Rural-Seguros RGA   | + 14 s          |

### 3.ª Etapa
| \| Clasificación de la etapa \| Clasificación de la etapa \| Clasificación de la etapa \| Clasificación de la etapa \| Clasificación de la etapa \| \| Ciclista \| Ciclista \| Equipo \| Tiempo \| \| \| ------------------------- \| ------------------------- \| --------------------------- \| ------------------------- \| ------------------------- \| \| 1.º \| Pieter Weening \| Roompot-Nederlandse Loterij \| 4 h 37 min 13 s \| \| \| 2.º \| Sander Armée \| Lotto-Soudal \| + 2 s \| \| \| 3.º \| Simon Gerrans \| Orica-Scott \| + 4 s \| \| \| 4.º \| Andreas Vangstad \| Sparebanken Sør \| + 7 s \| \| \| 5.º \| Alexander Kamp \| VéloCONCEPT \| + 7 s \| \| \| 6.º \| Nick Schultz \| Caja Rural-Seguros RGA \| + 7 s \| \| \| 7.º \| Tony Gallopin \| Lotto-Soudal \| + 7 s \| \| \| 8.º \| August Jensen \| Team Coop \| + 7 s \| \| \| 9.º \| Patrick Bevin \| Cannondale-Drapac \| + 7 s \| \| \| 10.º \| Lawrence Warbasse \| Aqua Blue Sport \| + 7 s \| \| |                   |                             |                 |
| |                   |                             |                 |
| Fuente: ProCyclingStats |                   |                             |                 |
| Clasificación de la etapa |                   |                             |                 |
| Ciclista | Ciclista          | Equipo                      | Tiempo          |
| 1.º | Pieter Weening    | Roompot-Nederlandse Loterij | 4 h 37 min 13 s |
| 2.º | Sander Armée      | Lotto-Soudal                | + 2 s           |
| 3.º | Simon Gerrans     | Orica-Scott                 | + 4 s           |
| 4.º | Andreas Vangstad  | Sparebanken Sør             | + 7 s           |
| 5.º | Alexander Kamp    | VéloCONCEPT                 | + 7 s           |
| 6.º | Nick Schultz      | Caja Rural-Seguros RGA      | + 7 s           |
| 7.º | Tony Gallopin     | Lotto-Soudal                | + 7 s           |
| 8.º | August Jensen     | Team Coop                   | + 7 s           |
| 9.º | Patrick Bevin     | Cannondale-Drapac           | + 7 s           |
| 10.º | Lawrence Warbasse | Aqua Blue Sport             | + 7 s           |

| \| Clasificación general \| Clasificación general \| Clasificación general \| Clasificación general \| Clasificación general \| \| Ciclista \| Ciclista \| Equipo \| Tiempo \| \| \| --------------------- \| --------------------- \| --------------------------- \| --------------------- \| --------------------- \| \| 1.º \| Pieter Weening \| Roompot-Nederlandse Loterij \| 13 h 40 min 57 s \| \| \| 2.º \| Sander Armée \| Lotto-Soudal \| + 6 s \| \| \| 3.º \| Simon Gerrans \| Orica-Scott \| + 6 s \| \| \| 4.º \| Edvald Boasson Hagen \| Dimension Data \| + 12 s \| \| \| 5.º \| August Jensen \| Team Coop \| + 17 s \| \| \| 6.º \| Patrick Bevin \| Cannondale-Drapac \| + 17 s \| \| \| 7.º \| Nick Schultz \| Caja Rural-Seguros RGA \| + 17 s \| \| \| 8.º \| Lawrence Warbasse \| Aqua Blue Sport \| + 17 s \| \| \| 9.º \| Tony Gallopin \| Lotto-Soudal \| + 17 s \| \| \| 10.º \| Andreas Vangstad \| Sparebanken Sør \| + 17 s \| \| |                      |                             |                  |
| |                      |                             |                  |
| Fuente: ProCyclingStats |                      |                             |                  |
| Clasificación general |                      |                             |                  |
| Ciclista | Ciclista             | Equipo                      | Tiempo           |
| 1.º | Pieter Weening       | Roompot-Nederlandse Loterij | 13 h 40 min 57 s |
| 2.º | Sander Armée         | Lotto-Soudal                | + 6 s            |
| 3.º | Simon Gerrans        | Orica-Scott                 | + 6 s            |
| 4.º | Edvald Boasson Hagen | Dimension Data              | + 12 s           |
| 5.º | August Jensen        | Team Coop                   | + 17 s           |
| 6.º | Patrick Bevin        | Cannondale-Drapac           | + 17 s           |
| 7.º | Nick Schultz         | Caja Rural-Seguros RGA      | + 17 s           |
| 8.º | Lawrence Warbasse    | Aqua Blue Sport             | + 17 s           |
| 9.º | Tony Gallopin        | Lotto-Soudal                | + 17 s           |
| 10.º | Andreas Vangstad     | Sparebanken Sør             | + 17 s           |

### 4.ª Etapa
| \| Clasificación de la etapa \| Clasificación de la etapa \| Clasificación de la etapa \| Clasificación de la etapa \| Clasificación de la etapa \| \| Ciclista \| Ciclista \| Equipo \| Tiempo \| \| \| ------------------------- \| ------------------------- \| ---------------------------- \| ------------------------- \| ------------------------- \| \| 1.º \| Dylan Groenewegen \| LottoNL-Jumbo \| 4 h 26 min 43 s \| \| \| 2.º \| Edvald Boasson Hagen \| Dimension Data \| + 0 s \| \| \| 3.º \| August Jensen \| Team Coop \| + 0 s \| \| \| 4.º \| Simon Gerrans \| Orica-Scott \| + 0 s \| \| \| 5.º \| Tosh Van der Sande \| Lotto-Soudal \| + 0 s \| \| \| 6.º \| Justin Jules \| WB-Veranclassic-Aqua Protect \| + 0 s \| \| \| 7.º \| Tom Van Asbroeck \| Cannondale-Drapac \| + 0 s \| \| \| 8.º \| Patrick Bevin \| Cannondale-Drapac \| + 3 s \| \| \| 9.º \| Eliot Lietaer \| Sport Vlaanderen-Baloise \| + 3 s \| \| \| 10.º \| Anders Skaarseth \| Joker Icopal \| + 3 s \| \| |                      |                              |                 |
| |                      |                              |                 |
| Fuente: ProCyclingStats |                      |                              |                 |
| Clasificación de la etapa |                      |                              |                 |
| Ciclista | Ciclista             | Equipo                       | Tiempo          |
| 1.º | Dylan Groenewegen    | LottoNL-Jumbo                | 4 h 26 min 43 s |
| 2.º | Edvald Boasson Hagen | Dimension Data               | + 0 s           |
| 3.º | August Jensen        | Team Coop                    | + 0 s           |
| 4.º | Simon Gerrans        | Orica-Scott                  | + 0 s           |
| 5.º | Tosh Van der Sande   | Lotto-Soudal                 | + 0 s           |
| 6.º | Justin Jules         | WB-Veranclassic-Aqua Protect | + 0 s           |
| 7.º | Tom Van Asbroeck     | Cannondale-Drapac            | + 0 s           |
| 8.º | Patrick Bevin        | Cannondale-Drapac            | + 3 s           |
| 9.º | Eliot Lietaer        | Sport Vlaanderen-Baloise     | + 3 s           |
| 10.º | Anders Skaarseth     | Joker Icopal                 | + 3 s           |

| \| Clasificación general \| Clasificación general \| Clasificación general \| Clasificación general \| Clasificación general \| \| Ciclista \| Ciclista \| Equipo \| Tiempo \| \| \| --------------------- \| --------------------- \| --------------------------- \| --------------------- \| --------------------- \| \| 1.º \| Pieter Weening \| Roompot-Nederlandse Loterij \| 18 h 07 min 43 s \| \| \| 2.º \| Edvald Boasson Hagen \| Dimension Data \| + 3 s \| \| \| 3.º \| Simon Gerrans \| Orica-Scott \| + 3 s \| \| \| 4.º \| Sander Armée \| Lotto-Soudal \| + 6 s \| \| \| 5.º \| August Jensen \| Team Coop \| + 10 s \| \| \| 6.º \| Patrick Bevin \| Cannondale-Drapac \| + 17 s \| \| \| 7.º \| Nick Schultz \| Caja Rural-Seguros RGA \| + 17 s \| \| \| 8.º \| Lawrence Warbasse \| Aqua Blue Sport \| + 17 s \| \| \| 9.º \| Andreas Vangstad \| Sparebanken Sør \| + 17 s \| \| \| 10.º \| Tony Gallopin \| Lotto-Soudal \| + 17 s \| \| |                      |                             |                  |
| |                      |                             |                  |
| Fuente: ProCyclingStats |                      |                             |                  |
| Clasificación general |                      |                             |                  |
| Ciclista | Ciclista             | Equipo                      | Tiempo           |
| 1.º | Pieter Weening       | Roompot-Nederlandse Loterij | 18 h 07 min 43 s |
| 2.º | Edvald Boasson Hagen | Dimension Data              | + 3 s            |
| 3.º | Simon Gerrans        | Orica-Scott                 | + 3 s            |
| 4.º | Sander Armée         | Lotto-Soudal                | + 6 s            |
| 5.º | August Jensen        | Team Coop                   | + 10 s           |
| 6.º | Patrick Bevin        | Cannondale-Drapac           | + 17 s           |
| 7.º | Nick Schultz         | Caja Rural-Seguros RGA      | + 17 s           |
| 8.º | Lawrence Warbasse    | Aqua Blue Sport             | + 17 s           |
| 9.º | Andreas Vangstad     | Sparebanken Sør             | + 17 s           |
| 10.º | Tony Gallopin        | Lotto-Soudal                | + 17 s           |

### 5.ª Etapa
| \| Clasificación de la etapa \| Clasificación de la etapa \| Clasificación de la etapa \| Clasificación de la etapa \| Clasificación de la etapa \| \| Ciclista \| Ciclista \| Equipo \| Tiempo \| \| \| ------------------------- \| ------------------------- \| ---------------------------- \| ------------------------- \| ------------------------- \| \| 1.º \| Edvald Boasson Hagen \| Dimension Data \| 3 h 31 min 44 s \| \| \| 2.º \| Simon Gerrans \| Orica-Scott \| + 0 s \| \| \| 3.º \| Tosh Van der Sande \| Lotto-Soudal \| + 0 s \| \| \| 4.º \| Patrick Bevin \| Cannondale-Drapac \| + 0 s \| \| \| 5.º \| August Jensen \| Team Coop \| + 0 s \| \| \| 6.º \| Anders Skaarseth \| Joker Icopal \| + 0 s \| \| \| 7.º \| Justin Jules \| WB-Veranclassic-Aqua Protect \| + 0 s \| \| \| 8.º \| Amund Grøndahl Jansen \| LottoNL-Jumbo \| + 0 s \| \| \| 9.º \| Armindo Fonseca \| Fortuneo-Vital Concept \| + 0 s \| \| \| 10.º \| Alexander Kamp \| VéloCONCEPT \| + 0 s \| \| |                       |                              |                 |
| |                       |                              |                 |
| Fuente: ProCyclingStats |                       |                              |                 |
| Clasificación de la etapa |                       |                              |                 |
| Ciclista | Ciclista              | Equipo                       | Tiempo          |
| 1.º | Edvald Boasson Hagen  | Dimension Data               | 3 h 31 min 44 s |
| 2.º | Simon Gerrans         | Orica-Scott                  | + 0 s           |
| 3.º | Tosh Van der Sande    | Lotto-Soudal                 | + 0 s           |
| 4.º | Patrick Bevin         | Cannondale-Drapac            | + 0 s           |
| 5.º | August Jensen         | Team Coop                    | + 0 s           |
| 6.º | Anders Skaarseth      | Joker Icopal                 | + 0 s           |
| 7.º | Justin Jules          | WB-Veranclassic-Aqua Protect | + 0 s           |
| 8.º | Amund Grøndahl Jansen | LottoNL-Jumbo                | + 0 s           |
| 9.º | Armindo Fonseca       | Fortuneo-Vital Concept       | + 0 s           |
| 10.º | Alexander Kamp        | VéloCONCEPT                  | + 0 s           |

## Clasificaciones finales
- Las clasificaciones finalizaron de la siguiente forma:[4]

### Clasificación general
| \| Clasificación general \| Clasificación general \| Clasificación general \| Clasificación general \| Clasificación general \| \| Ciclista \| Ciclista \| Equipo \| Tiempo \| \| \| --------------------- \| --------------------- \| --------------------------- \| --------------------- \| --------------------- \| \| 1.º \| Edvald Boasson Hagen \| Dimension Data \| 21 h 39 min 20 s \| \| \| 2.º \| Simon Gerrans \| Orica-Scott \| + 4 s \| \| \| 3.º \| Pieter Weening \| Roompot-Nederlandse Loterij \| + 10 s \| \| \| 4.º \| Sander Armée \| Lotto-Soudal \| + 16 s \| \| \| 5.º \| August Jensen \| Team Coop \| + 17 s \| \| \| 6.º \| Patrick Bevin \| Cannondale-Drapac \| + 24 s \| \| \| 7.º \| Nick Schultz \| Caja Rural-Seguros RGA \| + 27 s \| \| \| 8.º \| Lawrence Warbasse \| Aqua Blue Sport \| + 27 s \| \| \| 9.º \| Andreas Vangstad \| Sparebanken Sør \| + 27 s \| \| \| 10.º \| Tony Gallopin \| Lotto-Soudal \| + 27 s \| \| |                      |                             |                  |
| |                      |                             |                  |
| Fuente: ProCyclingStats |                      |                             |                  |
| Clasificación general |                      |                             |                  |
| Ciclista | Ciclista             | Equipo                      | Tiempo           |
| 1.º | Edvald Boasson Hagen | Dimension Data              | 21 h 39 min 20 s |
| 2.º | Simon Gerrans        | Orica-Scott                 | + 4 s            |
| 3.º | Pieter Weening       | Roompot-Nederlandse Loterij | + 10 s           |
| 4.º | Sander Armée         | Lotto-Soudal                | + 16 s           |
| 5.º | August Jensen        | Team Coop                   | + 17 s           |
| 6.º | Patrick Bevin        | Cannondale-Drapac           | + 24 s           |
| 7.º | Nick Schultz         | Caja Rural-Seguros RGA      | + 27 s           |
| 8.º | Lawrence Warbasse    | Aqua Blue Sport             | + 27 s           |
| 9.º | Andreas Vangstad     | Sparebanken Sør             | + 27 s           |
| 10.º | Tony Gallopin        | Lotto-Soudal                | + 27 s           |

## Evolución de las clasificaciones
| Etapa (Vencedor)                 | Clasificación general | Clasificación por puntos | Clasificación de la montaña | Clasificación de los jóvenes | Clasificación de la combatividad | Clasificación por equipos |
| -------------------------------- | --------------------- | ------------------------ | --------------------------- | ---------------------------- | -------------------------------- | ------------------------- |
| 1.ª etapa (Edvald Boasson Hagen) | Edvald Boasson Hagen  | Edvald Boasson Hagen     | Juan Pablo Villegas         | Robert Power                 | Juan Pablo Villegas              | Lotto Soudal              |
| 2.ª etapa (Dylan Groenewegen)    | Edvald Boasson Hagen  | Edvald Boasson Hagen     | Preben Van Hecke            | Robert Power                 | Fernando Orjuela                 | Lotto Soudal              |
| 3.ª etapa (Pieter Weening)       | Pieter Weening        | Edvald Boasson Hagen     | Preben Van Hecke            | Robert Power                 | Vegard Breen                     | Lotto Soudal              |
| 4.ª etapa (Dylan Groenewegen)    | Pieter Weening        | Edvald Boasson Hagen     | Preben Van Hecke            | Tobias Foss                  | Ken Eikeland                     | Lotto Soudal              |
| 5.ª etapa (Edvald Boasson Hagen) | Edvald Boasson Hagen  | Edvald Boasson Hagen     | Preben Van Hecke            | Tobias Foss                  | Fridtjof Røinås                  | Lotto Soudal              |
| Clasificación final              | Edvald Boasson Hagen  | Edvald Boasson Hagen     | Preben van Hecke            | Tobias Foss                  | No se entregó                    | Lotto Soudal              |

## UCI World Ranking
El Tour de Noruega otorga puntos para el UCI Europe Tour 2017 y el UCI World Ranking, este último para corredores de los equipos en las categorías UCI ProTeam, Profesional Continental y Equipos Continentales. Las siguientes tablas son el baremo de puntuación y los corredores que obtuvieron puntos:
| Posición              | 1.ª | 2.ª | 3.ª | 4.ª | 5.ª | 6.ª | 7.ª | 8.ª | 9.ª | 10.ª |
| Clasificación general | 200 | 150 | 125 | 100 | 85  | 70  | 60  | 50  | 40  | 35   |
| Por etapa             | 20  | 10  | 5   |     |     |     |     |     |     |      |
| Líder                 | 5   |     |     |     |     |     |     |     |     |      |

| Clasificación | Clasificación        | Clasificación               | Clasificación | Clasificación | Clasificación | Clasificación |
| Posición      | Ciclista             | Equipo                      | General       | Etapa         | Líder         | Total         |
| ------------- | -------------------- | --------------------------- | ------------- | ------------- | ------------- | ------------- |
| 1.º           | Edvald Boasson Hagen | Dimension Data              | 200           | 55            | 10            | 265           |
| 2.º           | Simon Gerrans        | Orica-Scott                 | 150           | 20            | -             | 170           |
| 3.º           | Pieter Weening       | Roompot-Nederlandse Loterij | 125           | 20            | 10            | 155           |
| 4.º           | Sander Armée         | Lotto Soudal                | 100           | 10            | -             | 110           |
| 5.º           | August Jensen        | Coop                        | 85            | 5             | -             | 90            |
| 6.º           | Patrick Bevin        | Cannondale-Drapac           | 70            | -             | -             | 70            |
| 7.º           | Nick Schultz         | Caja Rural-Seguros RGA      | 60            | -             | -             | 60            |
| 8.º           | Larry Warbasse       | Aqua Blue Sport             | 50            | -             | -             | 50            |
| 9.º           | Andreas Vangstad     | Sparebanken Sør             | 40            | -             | -             | 40            |
| 10.º          | Dylan Groenewegen    | LottoNL-Jumbo               | -             | 40            | -             | 40            |